# 卡捷琳尼夫卡 (奧赫特爾卡區)
50°17′53″N 35°17′0″E / 50.29806°N 35.28333°E
卡捷琳尼夫卡（烏克蘭語：Катеринівка）是位於烏克蘭東北部的村莊，由蘇梅州奥赫蒂尔卡区的基里基夫卡市鎮負責管轄。該村處於里亞比納河畔，分別距離沃斯克雷塞尼夫卡3.5公里和里亞比納4.5公里，海拔高度135米，2001年人口11。